# Krankenhaus-Buchführungsverordnung
Die Krankenhaus-Buchführungsverordnung (KHBV) regelt seit 1978 die Rechnungs- und Buchführungspflichten von Krankenhäusern unabhängig ob das Krankenhaus Kaufmann im Sinne des HGB ist und unabhängig von der Rechtsform des Krankenhauses. Sie entstand auf Grund des § 16 des Gesetzes zur wirtschaftlichen Sicherung der Krankenhäuser und zur Regelung der Krankenhaus-Pflegesätze – Krankenhausfinanzierungsgesetz (KHG).
Die Verordnung gilt nicht für Krankenhäuser auf die das Krankenhausfinanzierungsgesetz keine Anwendung findet, beispielsweise für Krankenhäuser im Straf- oder Maßregelvollzug, für Polizeikrankenhäuser, für Bundeswehrkrankenhäuser, für Krankenhäuser der Träger der allgemeinen Rentenversicherung sowie der gesetzlichen Unfallversicherung (GUV) und ihrer Vereinigungen.
Außerdem gilt die Verordnung nicht für Krankenhäuser die nach § 5 Abs. 1 Nr. 2, 3 oder 7 des Krankenhausfinanzierungsgesetz (KHG) nicht gefördert werden. Beispielsweise Krankenhäuser die nach § 67 der Abgabenordnung (AO) in den Anwendungsbereich des Krankenhausentgeltgesetzes (KHEntgG) oder der Bundespflegesatzverordnung  (BPflV) fallen und als Zweckbetrieb mindestens 40 Prozent der jährlichen Belegungstage oder Berechnungstage auf Patienten entfallen, bei denen nur Entgelte für allgemeine Krankenhausleistungen (§ 7 KHEntgG, § 10 BPflV) und kein höheres Entgelt berechnet werden.
Die KHBV regelt bestimmte Vorgehensweisen (in Abweichung zur steuerrechtlichen Rechnungslegung) zur Neutralisierung der außerordentlichen Aufwendungen und Erträge im Krankenhaus, die durch gewährte Fördermittel entstehen könnten. Auch der Kontenrahmen wird durch die KHBV festgelegt.

## Buchführung und Jahresabschluss
So erfolgt die Buchführung nach der doppelten Buchführung sowie nach den Regeln der §§ 238 und 239 HGB. Der Jahresabschluss besteht aus der Bilanz, der GuV und dem Anhang einschließlich des Anlagennachweises. Der Jahresabschluss muss bis zum 30. April eines Kalenderjahres aufgestellt werden.

### Bilanzgliederung nach Anlage 1 KHBV in Deutschland
Die Gliederung erfolgt als gesonderter Ausweis von Anlage- und Umlaufvermögen, Eigenkapital, Schulden sowie Ausgleichs- und Rechnungsabgrenzungsposten.
| Aktivseite (Mittelverwendung) | Passivseite (Mittelherkunft) |
| --- | --- |
| 1. Anlagevermögen 1. Immaterielle Vermögensgegenstände 1. Selbst geschaffene gewerbliche Schutzrechte und ähnliche Rechte und Werte (KUGr. 0901); 2. Entgeltlich erworbene Konzessionen, gewerbliche Schutzrechte und ähnliche Rechte und Werte sowie Lizenzen an solchen Rechten und Werten (KUGr. 0902); 3. Geschäfts- oder Firmenwert (GoFW) (KUGr. 0903); 4. geleistete Anzahlungen (KUGr. 091); 2. Sachanlagen 1. Grundstücke, grundstücksgleiche Rechte mit Betriebsbauten einschließlich der Betriebsbauten auf fremden Grundstücken (KGr. 01; KUGr. 050, 053); 2. Grundstücke, grundstücksgleiche Rechte mit Wohnbauten einschließlich der Wohnbauten auf fremden Grundstücken (KGr. 03, KUGr. 052; KUGr. 053, soweit nicht den Betriebsbauten betreffend); 3. Grundstücke, grundstücksgleiche Rechte ohne Bauten (KGr. 04); 4. technische Anlagen (KGr. 06); 5. Einrichtungen und Ausstattungen (KGr. 07); 6. geleistete Anzahlungen und Anlagen im Bau (KGr. 08); 3. Finanzanlagen: 1. Anteile an verbundenen Unternehmen (KUGr. 092), Ausweis nur bei Kapitalgesellschaften; 2. Ausleihungen an verbundene Unternehmen (KUGr. 093), Ausweis nur bei Kapitalgesellschaften; 3. Beteiligungen (KUGr. 094) 4. Ausleihungen an Unternehmen, mit denen ein Beteiligungsverhältnis besteht (KUGr. 095), Ausweis nur bei Kapitalgesellschaften; 5. Wertpapiere des Anlagevermögens (KUGr. 096); 6. sonstige Finanzanlagen (KUGr. 097), davon bei Gesellschaftern bzw. dem Krankenhausträger. 2. Umlaufvermögen 1. Vorräte/Vorratsvermögen 1. Rohstoffe, Hilfsstoffe und Betriebsstoffe (KUGr. 100-105); 2. unfertige Erzeugnisse, unfertige Leistungen (KUGr. 106); 3. fertige Erzeugnisse und Waren (KUGr. 107); 4. geleistete Anzahlungen (KGr. 11). 2. Forderungen und sonstige Vermögensgegenstände 1. Forderungen aus Lieferungen und Leistungen (LuL), (F.a.L.L.), (FLL) (KGr. 12); davon mit einer Restlaufzeit von mehr als einem Jahr 2. Forderungen an Gesellschafter bzw. den Krankenhausträger (KUGr. 160), davon mit einer Restlaufzeit von mehr als einem Jahr 3. Forderungen nach dem Krankenhausfinanzierungsrecht (KUGr. 15), davon mit einer Restlaufzeit von mehr als einem Jahr 4. Forderungen gegen verbundene Unternehmen (KUGr. 161), Ausweis nur bei Kapitalgesellschaften, davon mit einer Restlaufzeit von mehr als einem Jahr 5. Forderungen gegen Unternehmen, mit denen ein Beteiligungsverhältnis besteht (KUGr. 162), Ausweis nur bei Kapitalgesellschaften, davon mit einer Restlaufzeit von mehr als einem Jahr 6. Eingefordertes, noch nicht eingezahltes Kapital (KUGr. 164), Ausweis nur bei Kapitalgesellschaften, davon mit einer Restlaufzeit von mehr als einem Jahr 7. sonstige Vermögensgegenstände (KUGr. 163), davon mit einer Restlaufzeit von mehr als einem Jahr. 3. Wertpapiere des Umlaufvermögens (KGr. 14), 1. davon Anteile an verbundenen Unternehmen (KUGr. 140). Ausweis nur bei Kapitalgesellschaften; 4. Schecks, Kassenbestand, Bundesbank- und Postgiroguthaben, Guthaben bei Kreditinstituten (KGr. 13). 3. Ausgleichsposten nach dem KHG 4. Rechnungsabgrenzungsposten 5. Aktive latente Steuern (KGr. 19), Ausweis nur bei Kapitalgesellschaften 6. Aktiver Unterschiedsbetrag aus der Vermögensverrechnung 7. Nicht durch Eigenkapital gedeckter Fehlbetrag ____________________________ Bilanzsumme | 1. Eigenkapital 1. Eingefordertes Kapital (KUGr. 2003) 2. Gezeichnetes Kapital (KUGr. 2001) abzüglich nicht eingeforderter ausstehender Einlagen (KUGr. 2002) 3. Kapitalrücklagen (KUGr. 201) 4. Gewinnrücklagen (KUGr. 202) 5. Gewinnvortrag/Verlustvortrag (KUGr. 203); 6. Jahresüberschuss/Jahresfehlbetrag (KUGr. 204) 2. Sonderposten aus Zuwendungen zur Finanzierung des Sachanlagevermögens: 1. Sonderposten aus Fördermitteln nach dem KHG (KGr. 22) 2. Sonderposten aus Zuweisungen und Zuschüssen der öffentlichen Hand (KGr. 23) 3. Sonderposten aus Zuwendungen Dritter (KGr. 21) 3. Rückstellungen 1. Rückstellungen für Pensionen und ähnliche Verpflichtungen (KGr. 27) 2. Steuerrückstellungen (KUGr. 280) 3. sonstige Rückstellungen (KUGr. 281) 4. Verbindlichkeiten 1. Anleihen, davon konvertibel; 2. Verbindlichkeiten gegenüber Kreditinstituten (KGr. 34), davon gefördert nach dem KHG, davon mit einer Restlaufzeit bis zu einem Jahr; 3. erhaltene Anzahlungen (KGr. 36), davon mit einer Restlaufzeit bis zu einem Jahr; 4. Verbindlichkeiten aus Lieferungen und Leistungen (LuL), (V.a.L.L.), (VLL) (KGr. 32), davon mit einer Restlaufzeit bis zu einem Jahr; 5. Verbindlichkeiten aus der Annahme gezogener Wechsel und der Ausstellung eigener Wechsel (KGr. 33), davon mit einer Restlaufzeit bis zu einem Jahr; 6. Verbindlichkeiten gegenüber Gesellschaftern bzw. dem Krankenhausträger (KUGr. 370), davon mit einer Restlaufzeit bis zu einem Jahr; 7. Verbindlichkeiten gegenüber nach dem Krankenhausfinanzierungsrecht (KGr. 35), davon nach der BPflV (KUGr. 351); davon mit einer Restlaufzeit bis zu einem Jahr; 8. Verbindlichkeiten aus sonstigen Zuwendungen zur Finanzierung des Anlagevermögen (KUGr. 371), davon mit einer Restlaufzeit bis zu einem Jahr; 9. Verbindlichkeiten gegenüber verbundenen Unternehmen (KUGr. 372); Ausweis nur bei Kapitalgesellschaften<, davon mit einer Restlaufzeit bis zu einem Jahr; 10. Verbindlichkeiten gegenüber Unternehmen, mit denen ein Beteiligungsverhältnis besteht (KUGr. 373); Ausweis nur bei Kapitalgesellschaften, davon mit einer Restlaufzeit bis zu einem Jahr; 11. sonstige Verbindlichkeiten, (KUGr. 374), davon mit einer Restlaufzeit bis zu einem Jahr; 5. Ausgleichsposten aus Darlehensförderung (KGr. 24) 6. Rechnungsabgrenzungsposten (KGr. 38) 7. Passive latente Steuern (KGr. 39), Ausweis nur bei Kapitalgesellschaften. |

## Kosten- und Leistungsrechnung
Nach dem KHBV ist auch eine Kosten- und Leistungsrechnung (KLR) zu führen, die eine betriebsinterne Steuerung sowie eine Beurteilung der Wirtschaftlichkeit und Leistungsfähigkeit erlaubt. Hierzu gibt es einen speziellen Kostenstellenrahmenplan zur KLR.
Kleine Krankenhäuser mit bis zu 100 Betten oder mit nur einer bettenführenden Abteilung können von der Pflicht eine KLR zu führen von der Landesbehörde befreit werden.

### Kontenrahmen für die Buchführung (Kontenklasse 0 bis 8), hier ohne Unterkonten

#### Kontenklasse 0: Ausstehende Einlagen und Anlagevermögen
- 01 Grundstücke und grundstücksgleiche Rechte mit Betriebsbauten
- 02 frei
- 03 Grundstücke und grundstücksgleiche Rechte mit Wohnbauten
- 04 Grundstücke und grundstücksgleiche Rechte ohne Bauten
- 05 Bauten auf fremden Grundstücken
- 06 Technische Anlagen
- 07 Einrichtungen und Ausstattungen
- 08 Anlagen im Bau und Anzahlungen auf Anlagen
- 09 Immaterielle Vermögensgegenstände, Beteiligungen und andere Finanzanlagen

#### Kontenklasse 1: Umlaufvermögen, Rechnungsabgrenzung
- 10 Vorräte
- 11 Geleistete Anzahlungen (soweit nicht in Kontengruppe 08 auszuweisen)
- 12 Forderungen aus Lieferungen und Leistungen
- 13 Schecks, Kassenbestand, Bundesbank- und Postgiroguthaben, Guthaben bei Kreditinstituten
- 14 Wertpapiere des Umlaufvermögens
- 15 Forderungen nach dem Krankenhausfinanzierungsrecht
- 16 Sonstige Vermögensgegenstände
- 17 Rechnungsabgrenzung
- 18 Ausgleichsposten nach dem KHG
- 19 Aktive latente Steuern, Aktiver Unterschiedsbetrag aus der Vermögensverrechnung

#### Kontenklasse 2: Eigenkapital, Sonderposten, Rückstellungen
- 20 Eigenkapital
- 21 Sonderposten aus Zuwendungen Dritter
- 22 Sonderposten aus Fördermitteln nach dem KHG
- 23 Sonderposten aus Zuweisungen und Zuschüssen der öffentlichen Hand
- 24 Ausgleichsposten aus Darlehensförderung
- 25 frei
- 26 frei
- 27 Pensionsrückstellungen
- 28 Andere Rückstellungen
- 29 frei

#### Kontenklasse 3: Verbindlichkeiten, Rechnungsabgrenzung
- 30 frei
- 31 frei
- 32 Verbindlichkeiten aus Lieferungen und Leistungen
- 33 Verbindlichkeiten aus der Annahme gezogener Wechsel und der Ausstellung eigener Wechsel
- 34 Verbindlichkeiten gegenüber Kreditinstituten
- 35 Verbindlichkeiten nach dem Krankenhausfinanzierungsrecht
- 36 Erhaltene Anzahlungen
- 37 Sonstige Verbindlichkeiten
- 38 Rechnungsabgrenzung
- 39 Passive latente Steuern

#### Kontenklasse 4: Betriebliche Erträge
- 40 Erlöse aus Krankenhausleistungen
- 41 Erlöse aus Wahlleistungen
- 42 Erlöse aus ambulanten Leistungen des Krankenhauses
- 43 Nutzungsentgelte (Kostenerstattung und Vorteilsausgleich) und sonstige Abgaben der Ärzte
- 44 Rückvergütungen, Vergütungen und Sachbezüge
- 45 Erträge aus Hilfs- und Nebenbetrieben, Notarztdienst
- 46 Erträge aus Fördermitteln nach dem KHG
- 47 Zuweisungen und Zuschüsse der öffentlichen Hand sowie Zuwendungen Dritter
- 48 Erträge aus der Einstellung von Ausgleichsposten aus Darlehensförderung und für Eigenmittelförderung
- 49 Erträge aus der Auflösung von Sonderposten, Verbindlichkeiten nach dem KHG und Ausgleichsposten aus Darlehensförderung

#### Kontenklasse 5: Andere Erträge
- 50 Erträge aus Beteiligungen und anderen Finanzanlagen
- 51 Sonstige Zinsen und ähnliche Erträge
- 52 Erträge aus dem Abgang von Gegenständen des Anlagevermögens und aus Zuschreibungen zu Gegenständen des Anlagevermögens
- 53 frei
- 54 Erträge aus der Auflösung von Rückstellungen
- 55 Bestandsveränderungen und andere aktivierte Eigenleistungen
- 56 frei
- 57 Sonstige Erträge
- 58 Erträge aus Ausgleichsbeträgen für frühere Geschäftsjahre
- 59 Übrige Erträge (Periodenfremde Erträge, Spenden und ähnliche Zuwendungen)

#### Kontenklasse 6: Aufwendungen
- 60 Löhne und Gehälter
- 61 Gesetzliche Sozialabgaben
- 62 Aufwendungen für Altersversorgung
- 63 Aufwendungen für Beihilfen und Unterstützungen
- 64 Sonstige Personalaufwendungen
- 65 Lebensmittel und bezogene Leistungen
- 66 Medizinischer Bedarf
- 67 Wasser, Energie, Brennstoffe
- 68 Wirtschaftsbedarf
- 69 Verwaltungsbedarf

#### Kontenklasse 7: Aufwendungen
- 70 Aufwendungen für zentrale Dienstleistungen
- 71 Wiederbeschaffte Gebrauchsgüter (soweit Festwerte gebildet wurden)
- 72 Instandhaltung
- 73 Steuern, Abgaben, Versicherungen
- 74 Zinsen und ähnliche Aufwendungen
- 75 Auflösung von Ausgleichsposten und Zuführungen der Fördermittel nach dem KHG zu Sonderposten oder Verbindlichkeiten
- 76 Abschreibungen
- 77 Aufwendungen für die Nutzung von Anlagegütern nach § 9 Abs. 2 Nr. 1 KHG
- 78 Sonstige Aufwendungen
- 79 Übrige Aufwendungen (Periodenfremde Aufwendungen, Spenden und ähnliche Aufwendungen)

#### Kontenklasse 8
- 80 frei
- 81 frei
- 82 frei
- 83 frei
- 84 frei
- 85 Eröffnungs- und Abschlußkonten
- 86 Abgrenzung der Erträge, die nicht in die Kostenrechnung eingehen
- 87 Abgrenzung der Aufwendungen, die nicht in die Kostenrechnung eingehen
- 88 Kalkulatorische Kosten
- 89 frei

### Kostenstellenrahmen für die Kosten- und Leistungsrechnung (Kontenklasse 9), hier ohne Unterkonten
- 90 Gemeinsame Kostenstellen
- 91 Versorgungseinrichtungen
- 92 Medizinische Institutionen
- 93 bis 95 Pflegefachbereiche – Normalpflege
- 96 Pflegefachbereiche – abweichende Pflegeintensität
- 97 Sonstige Einrichtungen
- 98 Ausgliederungen
- 99 frei